# サンドラ・キム
サンドラ・キム（Sandra Kim）ことサンドラ・カルデローン（Sandra Caldarone 1972年10月15日 - ）はベルギーの歌手。1986年に「あこがれ」でユーロビジョン・ソング・コンテストを優勝した。

## 略歴
リエージュ州出身。1986年、ノルウェーで開催された第31回ユーロビジョンでベルギー代表として出場し、13歳という史上最年少で優勝した。同年10月には日本武道館で開催された第17回世界歌謡祭にベルギー代表として出場。『リベルテ』を歌唱し、金賞を受賞した。

## ディスコグラフィー
- J'aime la vie (1986, フランス語)
- Bien dans ma peau (1988, フランス語)
- Balance tout (1991, フランス語) / Met open ogen (1991, オランダ語)
- Les Sixties (1993, フランス語) / Sixties (1993, オランダ語)
- Onvergetelijk (1997, オランダ語)
- Heel diep in mijn hart (1998, オランダ語)